# Drewnica czernica
Drewnica czernica (Lithophane consocia) – gatunek motyla z rodziny sówkowatych. Zamieszkuje Europę i Daleki Wschód Azji. Gąsienice żerują na drzewach liściastych, najchętniej na olszach.

## Taksonomia
Gatunek ten opisany został po raz pierwszy w 1792 roku przez Moritza Balthasara Borkhausena pod nazwą Phalaena (Noctua) consocia. Jako miejsce typowe autor wskazał Frankfurt. W jego obrębie wyróżnia się dwa podgatunki:
- Lithophane consocia consocia (Borkhausen, 1792)
- Lithophane consocia grisea (Graeser, 1889)

Ten drugi opisany został w 1889 roku przez Ludwiga C.F. Graesera jako odmiana pod nazwą Xylina ingrica var. grisea. Jako miejsce typowe wskazano Błagowieszczeńsk.

## Morfologia
Motyl ten osiąga od 43 do 48 mm rozpiętości skrzydeł. Ma stosunkowo dużą głowę z dobrze wykształconą ssawką, dużymi oczami złożonymi i dość szerokim czołem porośniętym włosowatymi łuskami. Wierzch tułowia porastają włosowate i łopatowate łuski, spiętrzające się na przedzie w podłużny czub. Skrzydło przednie jest długie i wąskie, długości od 19 do 21 mm. Tło jego jest szaroczarne. W nasadowej części skrzydła między jego przednią krawędzią a pręgą nasadową rozciąga się zielonkawobiałe rozjaśnienie. Ubarwienie plamki okrągłej i nerkowatej jest znacznie jaśniejsze niż tła skrzydła. Brzeg zewnętrzny skrzydła jest w sposób wyraźny ciemno obrzeżony. Duże i lekko na zewnętrznym brzegu powycinane skrzydło tylne ma żółtawoszarą stronę spodnią. Włoskowate łuski na odwłoku tworzą ciemno zabarwioną, wyraźnie odstającą kępkę. Ubarwienie podgatunku L. c. grisea jest ogólnie ciemniejsze niż nominatywnego.
Ubarwienie gąsienicy przed ostatnią wylinką jest żółtozielone z podłużnymi białymi paskami oraz białym nakrapianiem. Gąsienica stadium ostatniego może być szarozielona w czarne i białe plamki lub fioletowa w plamki czarne i białożółte.

## Ekologia i występowanie
Owad ten zasiedla lasy liściaste i mieszane, także w górach, przy czym preferuje olsy. Owady dorosłe pojawiają się w sierpniu lub wrześniu i pozostają aktywne do późnej jesieni. Są stadium zimującym. Wybudzają się wczesną wiosną i przeżywają do maja. Żerowanie gąsienic odbywa się od maja do lipca. Są foliofagami preferującymi olsze, ale żerującymi też na leszczynach i brzozach. Prowadzą skryty tryb życia. Żerują przebywając na spodnie stronie liści. Przepoczwarczają się w słabej konstrukcji kokonie na powierzchni gleby lub pod nią.
Gatunek palearktyczny o dysjunktywnym zasięgu. Podgatunek nominatywny w Europie znany jest z Wielkiej Brytanii, Francji, Niemiec, Szwajcarii, Liechtensteinu, Austrii, Włoch, Danii, Szwecji, Norwegii, Finlandii Estonii, Łotwy, Litwy, Polski, Czech, Słowacji, Węgier, Białorusi, Ukrainy, Rumunii, Mołdawii oraz europejskiej części Rosji. W Polsce jest spotykany bardzo rzadko, w górach i na północnym wschodzie kraju. Na „Czerwonej liście gatunków zagrożonych Republiki Czeskiej” umieszczony został ze statusem gatunku narażonego na wymarcie (VU). Podgatunek L. c. grisea zamieszkuje południowo-wschodnią Syberię, Rosyjski Daleki Wschód, Koreę i Japonię.